# Insurrección del primero de prairial año III
La insurrección del primero de prairial año III fue una revuelta popular en París el 20 de mayo de 1795 contra la política de la Convención Termidoriana. Fue la última y una de las revueltas populares más notables y tenaces de la Revolución Francesa. Tras su derrota en Prairial, los sans-culottes dejaron de desempeñar un papel efectivo hasta la siguiente ronda de revoluciones a principios del siglo XIX. En menor medida, estos movimientos también son importantes porque marcan el último intento de los restos de la Montaña y de los jacobinos de recuperar su ascendencia política en la Convención y en las secciones revolucionarias de París; esta vez, aunque dieron cierta dirección política al movimiento popular que surgió en primer lugar en protesta por el empeoramiento de las condiciones económicas, su intervención fue tímida y poco entusiasta y condenó al movimiento al fracaso.

## Causas
El abandono de la economía controlada provocó una espantosa catástrofe económica. Los precios se dispararon y el tipo de cambio cayó. La República fue condenada a una inflación masiva y su moneda se arruinó. En Thermidor, año III, los assignats valían menos del 3% de su valor nominal. Ni los campesinos ni los comerciantes aceptaban otra cosa que no fuera moneda. La debacle fue tan rápida que la vida económica pareció paralizarse.
Los obstáculos insuperables que planteó el prematuro restablecimiento de la libertad económica redujeron al gobierno a un estado de extrema debilidad. Al carecer de recursos, se volvió casi incapaz de administrar, y la crisis generó problemas que estuvieron a punto de provocar su colapso. Los sans-culottes, que habían permitido sin rechistar la proscripción de los jacobinos, empezaron a lamentar el régimen del Año II, ahora que ellos mismos estaban sin trabajo y sin pan.

## La insurrección
Un panfleto, publicado en la noche del 30 de Floreal (19 de mayo de 1795) y titulado Insurrección del pueblo para obtener el pan y reconquistar su derecho, dio la señal del movimiento. Este panfleto, conocido como El Plan de Insurrección, proporcionaba a los agitadores populares objetivos definidos, el primero de los cuales se expresaba en una sola palabra: ¡Pan! Sus objetivos políticos se exponen con más detalle: la puesta en práctica de la Constitución de 1793, la elección de una asamblea legislativa que sustituya a la Convención, la liberación de los patriotas encarcelados. Se pidió al pueblo que marchara en masa a la Convención el 1 de Prairial. No cabe duda de la preparación de la insurrección por parte de los líderes "sans-culottes". Ya el 29 de Germinal (18 de abril), había informado de un complot a la Convención. En cuanto a los diputados de la Izquierda, su actitud en el primero de Prairial mostró que veían con buenos ojos el movimiento, pero no hicieron nada para organizarlo o dirigirlo.

### Primera ronda

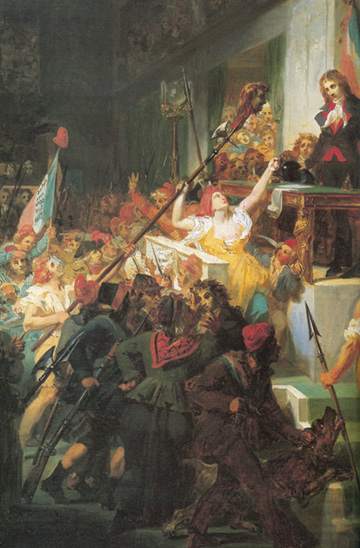
Levantamiento de la pradera, Félix Auvray, 1831

A primera hora del día 1 del Prairial, se hace sonar la campana en el Faubourg Saint-Antoine y en el Jardin des Plantes. Una vez más, como en octubre de 1789, fueron las mujeres las que tomaron la iniciativa e hicieron que sus compañeros entraran en acción tras ellas. En el Faubourg du Nord (Saint-Denis) convocaron a los hombres de los talleres a las 7 de la mañana. Hubo disturbios por comida y asambleas de mujeres en las panaderías de Popincourt, Gravilliers y Droits de l'Homme. A medida que avanzaban, obligaban a las mujeres de las tiendas y de las casas particulares, y a otras que viajaban en carruajes, a unirse a ellas. Llegaron a la Place du Carrousel, frente al palacio de las Tullerías, a las 2 en punto; en sus sombreros, gorros y blusas llevaban los dos lemas de la rebelión, Du Pain et la Constitution de 1793. Así equipados, irrumpieron en el salón de actos, pero fueron rápidamente expulsados. Regresaron con grupos armados de la Guardia Nacional una hora más tarde.
Mientras tanto, en el Faubourg Saint-Antoine se había hecho una llamada general a las armas; los hombres se armaron rápidamente y se prepararon para seguir a las mujeres hasta las Tullerías. Un movimiento similar se inicia en el Faubourg Saint-Marcel y en los barrios del centro. En algunos casos, una minoría de insurgentes forzó las puertas de las armerías, distribuyó armas a sus compañeros y obligó a sus comandantes a conducirlos a la Convención.
La segunda invasión de las Tullerías no tardó en producirse. Un diputado, Jean-Bertrand Féraud, que se opuso a su entrada, fue abatido y su cabeza fue cortada y exhibida en una pica. Esta vez las mujeres fueron ampliamente apoyadas por ciudadanos armados de las secciones rebeldes, aunque pocos batallones irrumpieron en el edificio con toda su fuerza. Sin embargo, los manifestantes eran lo suficientemente numerosos y sus armas lo suficientemente imponentes como para reducir a la mayoría al silencio y animar a los pequeños restos de diputados de la Montaña, La Crête ("la Crête de la Montagne"), a expresar sus principales demandas: la liberación de los prisioneros jacobinos, medidas para aplicar la Constitución de 1793 y nuevos controles para garantizar un suministro más adecuado de alimentos. Estas reivindicaciones fueron rápidamente votadas y se creó un comité especial para hacerlas efectivas. Pero los insurgentes, al igual que los de Germinal, carecían de liderazgo y de un programa o plan de acción claro. Una vez conseguido su objetivo inmediato, se dedicaron a charlar y a pronunciar discursos ruidosos durante horas. Esto dio tiempo a los líderes temidorianos a pedir el apoyo de las secciones leales -con Butte des Moulins (Palais-Royal), Museum (Louvre) y Lepeletier a la cabeza- y los insurgentes fueron expulsados de las Tullerías.

### Segundo día
La rebelión armada continuó al día siguiente. Desde las 2 de la mañana, la llamada a las armas había sonado en los Quinze Vingts. Antes de las 10, la campana sonó en Fidelite (Hotel de Ville) y en Droits de l'Homme. En estas dos secciones y en Arcis, Gravilliers y Popincourt se celebraron asambleas ilegales. Las tres secciones del Faubourg Saint-Antoine se levantaron en armas y marcharon sobre la Convención, dirigidas por Guillaume Delorme, carretero y capitán de los artilleros de Popincourt. Apoyados por algunas secciones del centro, aparecieron en la Place du Carrousel a las 3:30 de la tarde, cargaron las armas y las apuntaron contra la Convención.  El general Dubois, que comandaba las fuerzas de la Convención, tenía 40 000 hombres a sus órdenes; los insurgentes podrían haber sido 20 000. Fue el mayor despliegue de fuerzas militares preparadas para la batalla que se había visto en París desde el comienzo de la Revolución. Pero no hubo disparos: cuando los artilleros y la gendarmería de la Convención desertaron al bando contrario, los insurgentes no consiguieron aprovechar la ventaja. Hacia el atardecer se iniciaron las negociaciones; los peticionarios fueron recibidos en el bar de la Asamblea, repitieron sus demandas de pan y de la Constitución de 1793 y recibieron el abrazo presidencial. Adormecidos por las vanas esperanzas de que las promesas se cumplieran, los insurgentes se retiraron entonces a sus distintas secciones.

### La derrota
La Convención estaba decidida a poner fin al asunto. En la mañana del 3 de Prairia se reunieron unidades del ejército regular, además de la jeunesse dorée y los batallones de las Secciones occidentales, y se hicieron los preparativos para encerrar el Faubourg Saint-Antoine dentro de un anillo de fuerzas hostiles. La jeunesse hizo una incursión prematura en el faubourg y se vio obligada a retirarse, y los trabajadores de Saint-Antoine rescataron de la policía a uno de los asesinos de Féraud que iba a ser ejecutado. Pero, durante la noche, el Gobierno venció la resistencia de la mayoría de las demás Secciones insurgentes; y, el 4 de Prairial, se pidió al faubourg que entregara a los asesinos de Féraud y todas las armas de que dispusiera: en caso de negativa, se le declararía en estado de rebelión y se pediría a todas las Secciones que ayudaran a reducirlo por la fuerza de las armas o a hacerlo rendir por hambre. Mientras tanto, un ejército al mando del general Menou se preparó para avanzar contra los rebeldes.
Su situación era desesperada; sin embargo, en otras secciones se intentó socorrerlos. En Poissonnière Étienne Chefson, zapatero y antiguo soldado del armée révolutionnaire, fue arrestado más tarde por intentar organizar a los obreros de la construcción de las calles d'Hauteville y de l'Échiquier para que marcharan en ayuda del faubourg; en Arcis y en Finistère, hubo gritos, incluso después de que se perdiera la batalla. Pero no hubo apoyo material y el faubourg se rindió, unas horas después, sin disparar un solo tiro. El movimiento fue totalmente aplastado.

## Reacción

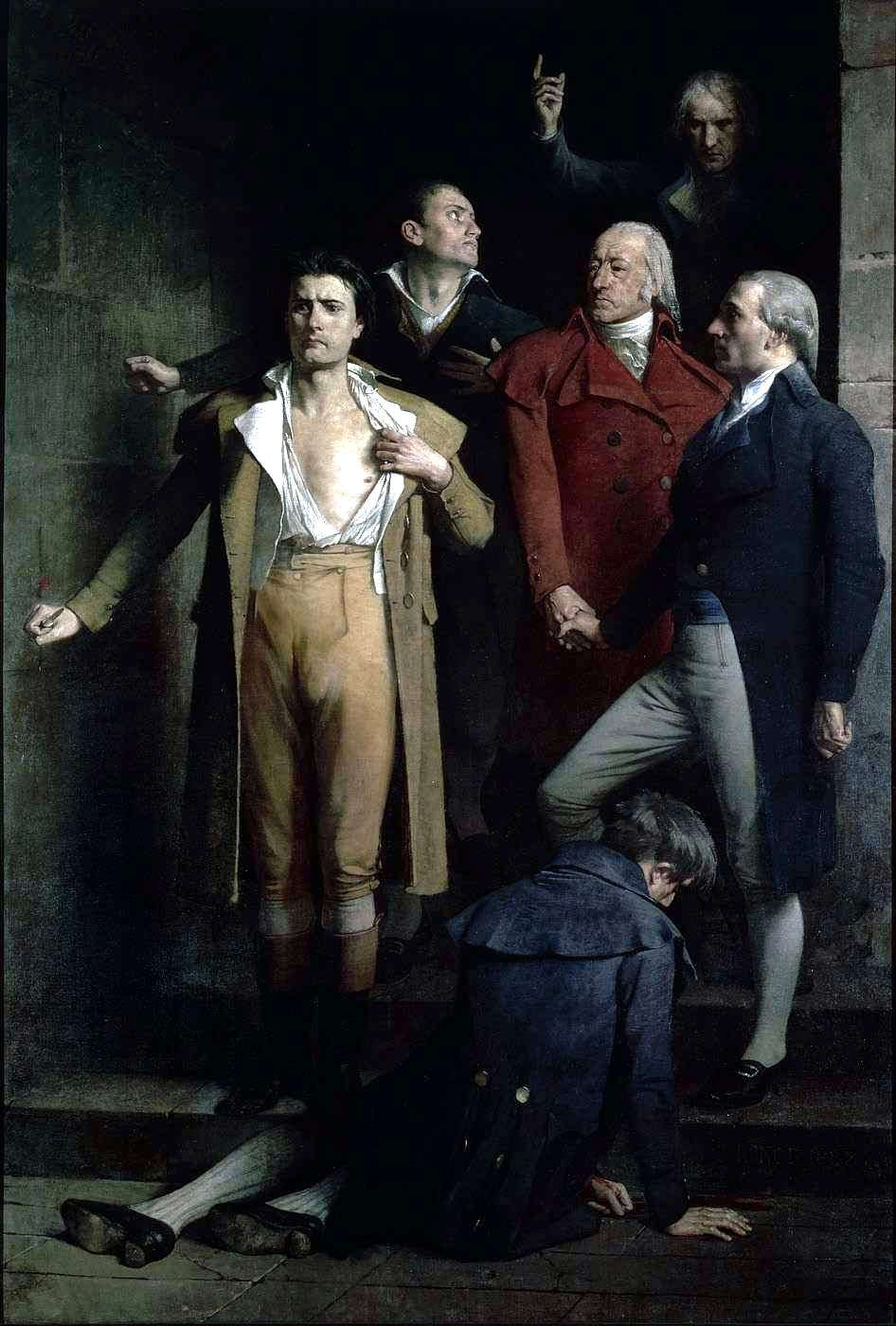
Los mártires de Prairial. Los últimos montagnards; Charles Ronot, 1882 (Museo de la Revolución Francesa)

Esta vez, la represión fue exhaustiva y despiadada. Golpeó tanto a los líderes -o presuntos líderes- de la propia insurrección como a los potenciales líderes de revueltas similares en el futuro: para decapitar a los sans-culottes de una vez por todas como fuerza política se pensó que era necesario golpear a los restos de jacobinos en la Convención y en las asambleas seccionales y la Guardia Nacional. Doce diputados fueron detenidos, entre ellos seis que habían apoyado las reivindicaciones de los manifestantes del 1 de Prairial. El 23 de mayo (4 de Prairial), se crea una Comisión Militar para el juicio sumario y la ejecución de todas las personas capturadas con armas en su poder o que lleven las insignias de la rebelión. La Comisión se reunió durante diez semanas y juzgó a 132 personas; diecinueve de ellas, incluidos seis diputados de la Montaña, fueron condenadas a muerte.
Los asesinos de Feraud, los gendarmes que habían ayudado a los amotinados, y los diputados Romme, Duquesnoy, Goujon, Duroy, Pierre-Amable de Soubrany y Bourbotte fueron agrupados en la misma categoría. Los diputados condenados, deseando tanto demostrar su libertad inviolable como desafiar a sus acusadores, intentaron suicidarse antes de ser conducidos al cadalso. Los tres primeros lo consiguieron. Soubrany murió al llegar a la "guillotina"; los demás fueron ejecutados vivos. Este "sacrificio heroico" situó a los "mártires de Prairial" en el panteón del movimiento popular. Pero puso de manifiesto la insoluble contradicción de su posición. El 1 de Prairial los más lúcidos comprendieron la trampa que se les había tendido y cayeron en ella conscientemente.
Las Secciones fueron invitadas a celebrar reuniones especiales el 24 de mayo para denunciar y desarmar a todos los sospechosos de ser "terroristas" y simpatizantes de los jacobinos. El resultado fue un número masivo de proscripciones, en las que el ajuste de cuentas jugó un papel tan importante como la comprobación de la ortodoxia política. El 28 de mayo, la Gazette française ya cifraba su número en 10.000; y el total final de detenidos y desarmados debió de ser considerablemente mayor, ya que, en varias Secciones, todos los antiguos miembros de los Comités Revolucionarios, todos los soldados de la armée révolutionnaire fueron detenidos o desarmados, independientemente del papel que pudieran haber desempeñado en los acontecimientos de Germinal o Prairial. El precedente así establecido sería seguido en más de una ocasión durante el Directorio y el Consulado.
¿Por qué fueron derrotados los sans-culottes parisinos en mayo de 1795? En parte fue por la falta de un programa político y un plan de acción claros; en parte por la debilidad de los diputados de la Montaña; en parte por la inexperiencia política y el fracaso en el seguimiento de una ventaja una vez obtenida; en parte, también, por la correspondiente mayor habilidad y experiencia de la Convención y sus Comités y el apoyo que éstos fueron capaces de reunir -incluso sin la intervención activa del ejército regular- de la jeunesse dorée y los comerciantes, funcionarios y clases adineradas de las Secciones occidentales. Pero, sobre todo, los sans-culottes no consiguieron asegurar y mantener en Prairial, como en las grandes journées de 1789-1793, la sólida alianza de, al menos, el ala radical de la burguesía. Cuando esto vaciló y fracasó, su movimiento, con toda su amplitud y militancia, se redujo a una explosión inútil sin esperanza de ganancias políticas.